# Nigel Moore

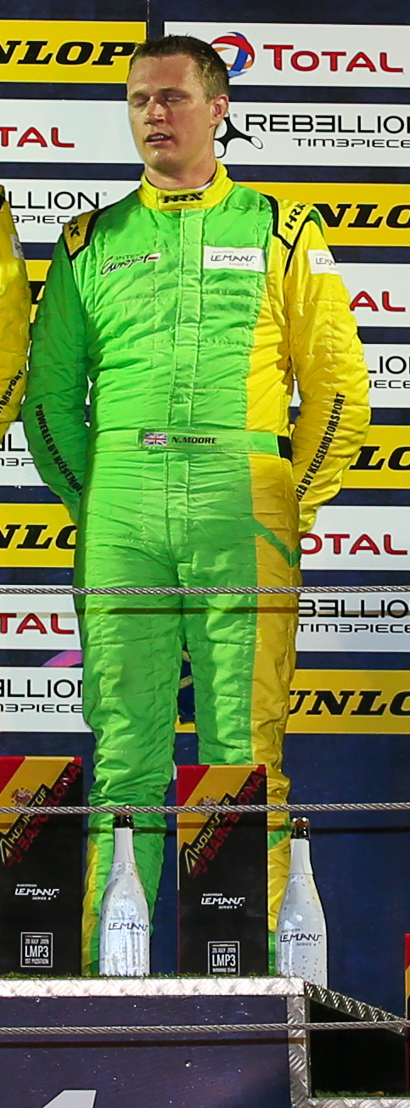
Nigel Moore 2019

Nigel Leslie Moore (* 4. Januar 1992 in Tockwith, England) ist ein britischer Rennfahrer.

## Karriere
Moore begann seine Motorsportkarriere im Kartsport, in dem er bis 2007 aktiv war. 2007 gab er zudem sein Debüt im GT-Sport. Er wurde auf Anhieb Meister der britischen Ginetta-Junioren-Meisterschaft. 2008 wechselte Moore in den britischen Ginetta G50 Cup und gewann mit 14 Siegen aus 19 Rennen den Meistertitel. Außerdem nahm er an einigen Rennen der britischen GT-Meisterschaft teil, erzielte zwei Siege und belegte den elften Gesamtrang in der GT4-Wertung. 2009 wurde Moore Vizemeister in der GT4-Wertung der britischen GT-Meisterschaft. Außerdem trat er zu vier Rennen des GT4 Europacups an und schloss die Saison mit einem Sieg auf dem vierten Platz ab. 2009 debütierte Moore zudem beim 24-Stunden-Rennen von Le Mans. Mit einem Alter von 17 Jahren wurde er damit zum bis dahin jüngsten britischen Teilnehmer sowie zum bis dahin jüngsten LMP1-Starter bei diesem Rennen.
2010 wechselte Moore in den Formelsport und startete in der Formel Palmer Audi. Zwar war er mit drei Siegen nicht der Pilot mit den meisten Siegen, mit 12 Podest-Platzierungen aus 20 Rennen entschied er jedoch den Meistertitel vor Maxime Jousse für sich.

## Statistik

### Karrierestationen
| - 2007: Britische Ginetta Junior (Meister) - 2008: Britischer Ginetta G50 Cup (Meister) | - 2008: Britische GT-Meisterschaft, GT4 (Platz 11) - 2009: Britische GT-Meisterschaft, GT4 (Platz 2) | - 2009: GT4 Europacup (Platz 11) - 2010: Formel Palmer Audi |

### Le-Mans-Ergebnisse
| Jahr | Team                      | Fahrzeug            | Teamkollege       | Teamkollege        | Platzierung | Ausfallgrund |
| ---- | ------------------------- | ------------------- | ----------------- | ------------------ | ----------- | ------------ |
| 2009 | Team LNT                  | Ginetta-Zytek GZ09S | Richard Dean      | Lawrence Tomlinson | Ausfall     |              |
| 2017 | Tockwith Motorsports      | Ligier JS P217      | Philip Hanson     | Karun Chandhok     | Rang 11     |              |
| 2019 | Inter Europol Competition | Ligier JS P217      | Jakub Śmiechowski | James Winslow      | Rang 45     |              |